# Idaea abnormipennis
Idaea abnormipennis là một loài bướm đêm trong họ Geometridae.